# Incarlopsa
Incarlopsa, acrónimo de Industrias Cárnicas Loriente Piqueras, S. A., es una empresa española que tiene como actividad principal la producción y elaboración de productos cárnicos porcinos a nivel nacional e internacional. Se encuentra situada en el municipio de Tarancón (Cuenca).
En el ejercicio del año 2023 la empresa ingresó 1.169 millones de euros, obteniendo un beneficio neto superior a los 21 millones de euros, lo que la ha llevado a convertirse en la mayor empresa en facturación de Castilla-La Mancha y la tercera mayor empresa del sector cárnico en España.

## Historia
En 1978, los hermanos de la familia Loriente Piqueras (Moisés, Clemente, Jesús y Emilio), con origen en Santa Cruz de la Zarza (Toledo), deciden crear una empresa familiar con el nombre de Incarlopsa con el objetivo de producir y elaborar productos cárnicos porcinos de calidad.

### Los inicios
Los hermanos Loriente comenzaron con un pequeño matadero en la localidad de Tarancón (Cuenca), donde los animales se sacrificaban y despiezaban siguiendo los rudimentarios sistemas de la época. En los comienzos, la comercialización de los productos de Incarlopsa se realizaba principalmente en los pueblos de alrededor de Tarancón. Poco a poco, se fueron creando una amplia cartera de clientes; lo que les permitió llegar cada vez a más provincias hasta colocar sus productos en todo el territorio nacional.

### Años 80 y 90
Fue en los años 80 cuando estos cuatro hermanos se dan cuenta de que el crecimiento de la compañía requería una necesaria ampliación de las instalaciones, que pasaba también por la modernización de las tecnologías empleadas en el tratamiento del producto. Con estos propósitos, en 1985 se ejecuta la primera ampliación del Matadero, con Sala Frigorífica y nueva Sala de Despiece. En los siguientes años se realiza el proyecto de ejecución y construcción del Secadero de Jamón de Corral de Almaguer (Toledo), que entrará en funcionamiento en 1999.

### 2000 – 2010
En el inicio del nuevo siglo, Incarlopsa vive uno de los hechos que marcó un antes y un después en el crecimiento de la empresa, al convertirse en 2001 en interproveedor de Mercadona, la cadena de supermercados líder en España con un 26% de cuota de mercado, según datos de 2019.
En 2003, se produce la adaptación de las instalaciones de la Fábrica de Elaborados para comenzar con la fabricación de salchichas cocidas. También en ese mismo año, se inicia  el proceso de Certificación de Calidad con proveedores de ganadería.
Un año más tarde, en 2004, la empresa sigue creciendo con la compra del Secadero de Jamón de Olías del Rey (Toledo).

### 2011 - 2019
En esta última década, Incarlopsa ha seguido creciendo y ampliando su cartera de productos. Así, en 2012 inicia la comercialización de los productos ibéricos y se inicia la colaboración e integración de la porcina ICPOR.
En 2015 comienza la exportación de frescos bajo la marca LorFood. Durante ese año también se establece una nueva actividad de fileteado y envasado de producto fresco.
En el año 2017, y tras una inversión de 40 millones de euros, se inauguran las nuevas instalaciones de matadero en Tarancón.
En 2018 se ejecuta la compra de la empresa D.O. Jabugo en El Repilado, perteneciente al municipio onubense de Jabugo. En ese mismo año, Incarlopsa desembarca en Estados Unidos con la compra mayoritaria de la empresa texana Acornseekers, propietaria de cerdos ibéricos 100% puros de bellota y comercializadora de carne fresca.
En 2019 se produce la compra de secadero de jamón y paleta dentro de la D.O. Jabugo a Grupo Osborne.
En la actualidad, el Consejo de Administración está constituido por miembros de la primera y segunda generación de la familia Loriente.

## Empresa
Tras algo más de cuatro décadas de vida, Incarlopsa cuenta en la actualidad con 11 plantas industriales. Sus instalaciones, que comprenden todo el proceso de elaboración de productos cárnicos, se asientan sobre cuatro comunidades autónomas.

### Castilla - La Mancha
La sede central de la empresa se encuentra en la localidad de Tarancón (Cuenca) España, donde cuenta con un matadero. Estas instalaciones tienen una capacidad para realizar 10.400 sacrificios animales al día con procesos indoloros y están preparadas para homologar productos a mercados como China, Estados Unidos, Unión Europea o Corea del Sur, entre otros.
En esta misma localidad se ubican las fábricas de elaborados cárnicos y productos tradicionales y de fileteado y envasado fresco, de loncheado de embutido, así como el almacén frigorífico y el secadero de Senda de los Pastores.
La provincia de Toledo acoge las otras dos plantas de secadero de jamones dedicadas a su curación y deshuese. Se trata del secadero de Olías del Rey, con una capacidad de producción de 1,5 millones de jamones al año, y del de Corral de Almaguer, considerado el secadero de jamones más grande del mundo, con una capacidad de producción anual de 4,25 millones de piezas.

### Castilla y León
En la fábrica de Embutido Ibérico de Incarlopsa, ubicada en Guijuelo (Salamanca), se elabora toda la gama de productos de embutido Ibérico de la empresa.

### Andalucía
La compañía cuenta en Andalucía con un secadero y fábrica de embutido ibérico en El Repilado-Jabugo (Huelva).

### Comunidad Valenciana
Incarlopsa cuenta en Valencia con otro matadero de porcino.

### Estados Unidos
En enero del año 2019 se conoce la noticia de que Incarlopsa pasa a cerrar una operación por la compra del 67% de Acornseekers, empresa fundada en Texas por dos españoles para criar y vender cerdo ibérico. El consejero delegado (CEO) de Incarlopsa, Clemente Loriente, señaló que la operación “es un paso importante dentro de la estrategia de internacionalización que sigue la compañía desde hace unos años. "Esta adquisición permite a Incarlopsa implantarse en un país que ofrece una perspectiva muy positiva en el sector en el que opera, con grandes oportunidades de negocio", insisten las mismas fuentes de la empresa de Tarancón.
Su objetivo ahora es construir en EE. UU. una industria y secadero de jamones que permita la elaboración de productos ibéricos de calidad para su posterior comercialización en el continente americano.

## Productos
El jamón de cerdo blanco es el producto principal que comercializa desde sus orígenes. Además, la empresa también fabrica y comercializa salchichas, embutidos ibéricos, productos curados, cocidos, adobados, fiambres, productos precocinados, ahumados, frescos y congelados.
Incarlopsa es el principal proveedor de productos cárnicos de Mercadona, a través del cual pone en venta su propia marca, y también elabora productos de marca blanca de distribuidor (Hacendado) para estos supermercados.
En función del producto, destino y elaboración, la empresa utiliza sus distintas marcas para su distribución comercial: Incarlopsa, Loriente, LorFood, Natur-All y Sierramón.
La trazabilidad del producto forma parte de los sistemas de control interno de Incarlopsa. Se trata de una herramienta capaz de controlar el histórico, la situación física y la trayectoria de un producto o lote de productos a lo largo de la cadena de suministro en un momento dado, a través de unas herramientas determinadas. 
La trazabilidad es un requisito fundamental e imprescindible para la gestión de empresas alimentarias que requieran documentos orientados a la identificación de sus productos. Es una herramienta que proporciona información dentro y fuera de la empresa, facilitando la gestión y control de las distintas actividades.

## Certificaciones
Incarlopsa cuenta con diferentes certificaciones y normas de calidad y seguridad alimentaria. Entre ellas destacan:

### Protocolo IFS
La empresa está certificada con el International Food Standard (IFS), un protocolo privado técnico desarrollado por diferentes distribuidores, que tiene como objetivo ayudar a los proveedores de alimentos en el suministro de productos seguros de acuerdo con las especificaciones y la legislación vigente. 
La IFS garantiza la legalidad, seguridad y calidad de los productos fabricados, además de asegurar la transparencia y rigurosidad en los sistemas de certificación.

### AENOR Bienestar Animal
Incarlopsa dispone del sello Bienestar Animal WELFAIR™ basado en los referenciales Welfare Quality y Awin®, emitido por la Asociación Española de Normalización y Certificación (AENOR). 
Las auditorías se basan se basan en la observación directa del propio animal, mediante la evaluación de 4 principios:
- Buena Alimentación
- Buen Alojamiento
- Buena Salud
- Comportamiento Apropiado

Para ello se producen análisis permanentes sobre granja, transportes y matadero.

### Certificado BRC
Cuenta con la Certificación de la British Retail Consortium (BRC),[cita requerida] la asociación de cadenas de alimentación británicas para la gestión de la seguridad alimentaria.
Además de éstas, Incarlopsa dispone de las siguientes certificaciones:
- ISO 9001. Sistema de Gestión de Calidad[cita requerida]
- ISO 14001. Sistema de Gestión Ambiental[cita requerida]
- Real Decreto 4/2014, de 10 de enero, por el que se aprueba la norma de calidad para la carne, el jamón, la paleta y la caña de lomo ibérico. Certificación del cumplimiento de la norma.[cita requerida]
- Pliego de Condiciones para la Especialidad Tradicional Garantizada (ETG) “Jamón Serrano”. Certificado de cumplimiento.[cita requerida]
- Sistema de Autocontrol Específico (SAE) para la exportación a países terceros. Certificado.[cita requerida]

## Política social
Incarlopsa, como multinacional, lleva a cabo varios actos de política social, principalmente en el municipio donde se encuentra su sede social. Estos son:
La empresa se ha comprometido a aumentar el número de puestos de trabajo hasta más de dos mil empleos en la geografía nacional. Al mismo tiempo que colabora en una campaña y fundación denominada "Proyecto Compartir" en conjunto con Obra Social La Caixa y el Ayuntamiento de Tarancón para destinar recursos alimentarios a las personas más desfavorecidas.
En el año 2017 el pleno del Ayuntamiento de Tarancón aprueba el nombramiento de una calle como homenaje a la familia propietaria de la empresa Incarlopsa, con motivo de una solicitud que hicieron los propios trabajadores en el seno de su comité de empresa. Por lo que una de una de las vías adyacentes a la sede central de la empresa posee esta denominación.
En el año 2019 Incarlopsa firma un convenio de 20.000 euros con la Escuela de Fútbol Jesús de la Ossa de Tarancón. A través de este convenio firmado con la empresa cárnica taranconera se crea un equipo sénior que compite en categoría autonómica y otro equipo en categoría juvenil provincial.
Incarlopsa es, además, promotora de diversos eventos deportivos en el municipio de Tarancón. Anualmente se llevan a cabo las "oinkpiadas" ya que el departamento de Formación y Desarrollo de la empresa cárnica decidió que había que "ampliar la oferta", con el objetivo de "conocerse entre trabajadores de los diferentes departamento e incluso centros de trabajo" a través del fomento del deporte.
Por otro lado, todos los años se celebra en Tarancón el evento ciclista "Challenge by Incarlopsa", una carrera de 84 km para las categorías élite, sub-23 y Máster 30 y 40 con varias ediciones que tienen lugar en el mes de septiembre.

### Plan Director RSE 2019-2022
Incarlopsa ha aprobado un Plan Director RSE 2019-2022, que tiene como propósito aunar las acciones clave en materia de Responsabilidad Social Empresarial con objetivos concretos en 5 ejes de actuación:
- Estrategia: modelo de negocio, gobierno, transparencia en la gestión de información.
- Medio Ambiente: ampliación de compromiso de bienestar animal, reducción de emisiones de CO2, introducción de criterios de Economía Circular e Integración de material reciclado en el diseño de envases y embalajes.
- Personas: formaciones de sensibilización y buenas prácticas ambientales a empleados, proveedores y subcontratas. Estudio de las áreas de mejora en la gestión de la diversidad.
- Valor compartido: programas de colaboración con el entorno, análisis del impacto socioeconómico y voluntariado corporativo.
- Comunicación: integración de los grupos de interés en la toma de decisiones.

### Excedente de alimentos
Durante 2018, Incarlopsa donó 2.693 kilogramos de alimentos excedentarios aptos para el consumo. Todo ello tras establecer una hoja de ruta para lograr la eliminación del sobrante alimentario con fines productivos y sociales.

### Socio de Forética
En 2019 la empresa entró a formar parte de Forética, la asociación de empresas y profesionales de la responsabilidad social empresarial y sostenibilidad, formada por más de 240 socios.
Germán Granda, Director General de Forética, ha valorado la incorporación de Incarlopsa como “una clara muestra de su apuesta por el posicionamiento en el ámbito de la sostenibilidad. La pertenencia a nuestra organización les proporcionará soluciones innovadoras a los retos de su gestión en materia ambiental, social y de buen gobierno en base a las tendencias de desarrollo de la RSE, y a su vez les servirá́ de punto de encuentro para nutrirse con el conocimiento y experiencia de la red de miembros”.

### Comité de RSE
El Comité de Responsabilidad Social Empresarial es el órgano delegado del Consejo de Administración y está formado por un equipo diverso, que se encarga de velar por el cumplimiento y análisis de las acciones desplegadas. Está formado por representantes de las áreas de negocio que mayor implicación tienen en el desarrollo sostenible y responsable de Incarlopsa.

## Premios y reconocimientos
Incarlopsa ha recibido distintos galardones en el ejercicio de su actividad. Estos son:
- 2019 – Premio al Mérito Empresarial. Empresa creadora de empleo,[23] otorgado por Junta de Comunidades de Castilla-La Mancha.
- 2019 – Premio Nacional SEPOR de Oro en Industria,[24] otorgado por la Feria Ganadera, Industrial y Agroalimentaria de Lorca (Murcia) (SEPOR).
- 2017 – Premio especial a la Sensibilidad con las Entidades Sociosanitarias de Tarancón.[25]
- 2017 – Premio QUIJOTE 2017 – Premio Industrial.[26]
- 2017 – Premio CEOE CEPYME Cuenca/Tarancón[27] por su trayectoria empresarial y dedicación a la comarca de Tarancón.
- 2016 – II Edición PREMIOS LANZADERA TARANCÓN.
- 2016 – Premio a la Excelencia en Mantenimiento Industrial, otorgado por Club de la Excelencia Sisteplant.[28]
- 2015 – Premios Mejores Iniciativas Empresariales en Castilla-La Mancha, premio Creación de Empleo, otorgado por Actualidad Económica.[29]
- 2014 – II Edición Premios Ejecutivos de Castilla-La Mancha, premio a la Calidad. Otorgado por la Revista Ejecutivos.[30]
- 2013 – Medalla de Oro XVI Edición de los Premios Cámara de Comercio e Industria de Cuenca.[31]
- 2013 – Reconocimiento al Mérito Regional, otorgado por Junta de Comunidades de Castilla-La Mancha.[32]
- 2013 – Premio Gran Selección 2013 al Mejor Jamón Serrano Especialidad Tradicional Garantizada, otorgado por Junta de Comunidades de Castilla-La Mancha.[33]

## Controversia y críticas
Incarlopsa se ha visto envuelta, en ocasiones, en diversas polémicas por sus políticas y sus prácticas. Estas son:

### Maltrato animal
El Tribunal Superior de Justicia de Castilla-La Mancha acreditó el 21 de septiembre de 2017 que la empresa Incarlopsa incurrió en maltrato animal en su matadero de Tarancón desde el año 2014 hasta el año 2017. La normativa de bienestar animal, recogida en el reglamento 1099/2009 de la Unión Europea, obliga a los mataderos a sacrificar a los cerdos una vez que estén inconscientes. Para ello, es necesario que estén expuestos unos tres minutos en un pozo de CO2 para que queden completamente sedados. Pero las prisas por mantener el ritmo de producción hacían que en ocasiones los animales no tuviesen la exposición suficiente. Por tanto, asistían con consciencia al proceso del degüello y desangrado.
El proveedor de Mercadona culminó las obras del nuevo matadero el año pasado y ahora sí garantiza que los cerdos son sacrificados completamente inconscientes.
Por otro lado, en 2020 se ha ampliado la certificación del matadero de Tarancón en materia de bienestar animal. A la acreditación Bienestar Animal Welfair de AENOR, basada en los referenciales Welfare Quality y Awin, añade ahora la certificación de la instalación según el Reglamento Técnico de Bienestar Animal y Bioseguridad Interporc Animal Welfare Spain (IAWS).
Incarlopsa se anticipa a la normativa que regulará la instalación de sistemas de videovigilancia en los mataderos. Cuando se apruebe el proyecto de Real Decreto, España se convertirá en el primer país de la UE en contar con esta normativa específica en materia de bienestar animal.

### Fallecimientos
En Incarlopsa se ha producido el fallecimiento, dentro de sus instalaciones, de dos trabajadores que prestaban actividades laborales para la empresa.
El primer fallecimiento tuvo lugar el 3 de julio de 2007, cuando un trabajador falleció, como consecuencia de un accidente laboral, desangrado mientras prestaba servicios en Incarlopsa, tras cortarse la femoral con un cuchillo a la altura de la ingle. Se trataba de un varón de 49 años y nacionalidad rumana, que perdió la vida a consecuencia del corte que se produjo en la vena femoral, a la altura de la ingle, cuando realizaba tareas como matarife en la fábrica de Tarancón. Lo que dio lugar posteriormente a la celebración de una concentración por parte de Comisiones Obreras de Castilla-La Mancha, ante la sede de la patronal, en protesta por este accidente laboral.
El segundo fallecimiento se produjo el 4 de noviembre de 2016, en las instalaciones de Incarlopsa en Tarancón. El Servicio de Emergencias de Castilla-La Mancha 112 recibió a las 14:19 horas el aviso por el fuerte dolor torácico que presentaba un trabajador de 41 de la empresa. Se trataba de un varón que, al parecer, sufrió una afección cardíaca que le provocó la muerte. Hasta el lugar de los hechos se desplazaron una UVI móvil, ambulancia y helicóptero. No obstante, según confirmaron desde el 112, fue un fallecimiento natural mientras estaba trabajando, los dispositivos sanitarios no pudieron hacer nada por su vida.

### Incendios
En Incarlopsa, desde su apertura, se han producido dos incendios por causas desconocidas en sus instalaciones de Tarancón. El primer incendio tuvo lugar el 20 de octubre de 2001 a las doce de la noche, cuando el vigilante jurado dio una alerta al oír una explosión en las instalaciones. El siniestro afectó a tres líneas de la industria, elaboración, matanza y salazón de jamones, quedando esta última totalmente destruida. El segundo incendio en Incarlopsa tuvo lugar dos años después, exactamente se produjo el 28 de febrero de 2003, en su misma fábrica de Tarancón. En ambos incendios se produjeron las mismas circunstancias y características. Se trataba principalmente de instalaciones envejecidas, que databan de la década de 1980, y que, posteriormente, fueron rehabilitadas con nuevas tecnologías. Siete meses antes del primer incendio, Industrias Cárnicas Loriente Piqueras (Incarlopsa) firmó un acuerdo con Mercadona para poner en marcha un centro de producción para elaborar en exclusiva productos cárnicos dirigidos a la cadena valenciana de supermercados, mientras que ambos incendios se produjeron en las zonas más envejecidas, sin llegar a concluir el motivo, lo que podría poner bajo sospecha las causas de los mismos.

### Granjas porcinas
El consejero delegado de Incarlopsa explicó en una entrevista en el mes de julio de 2017, que la cárnica necesitaría muchas granjas intensivas de porcino para abastecer sus planes de crecimiento. El consejero delegado de la cárnica, argumentó que las granjas de porcino responden a los planes de crecimiento de la empresa, que hace unos años vio la necesidad de tener materia prima cerca de su matadero, puesto que su objetivo es tener entre un millón y millón y medio de cerdos alrededor del matadero situado en Tarancón. Así pues, según su consejero, se tiene planificada la apertura de decenas de granjas porcinas repartidas por toda la provincia de Cuenca, cercanas a su sede central.
Mientras, pueblos y Ecologistas en Acción crearon una plataforma vecinal de protesta. Según Ecologistas en Acción, este tipo de ganadería es muy novedosa" en Casilla-La Mancha, es una actividad que creará pocos puestos de trabajo y genera una gran cantidad de purines que derivan en problemas medioambientales en comarcas enteras, como así ha pasado en Cataluña. En esta región, según Carlos Villeta, portavoz de la organización en Cuenca, se rechazó de plano la instalación de granjas intensivas, y además apuntó directamente al Gobierno regional como responsable de la proliferación de estas granjas, puesto que está subvencionado con hasta 100.000 euros por puesto de trabajo estas instalaciones. De hecho, afirmó que de no haber subvenciones jamás se instalarían.
Por su parte, el gerente de la empresa ICPOR, Julián Redondo, ha sostenido en diferentes entrevistas que es un error "demonizar las granjas porcinas porque son una alternativa para fijar población en el medio rural y los datos demuestran que pueden convivir perfectamente con otros sectores como el turismo".

### Declaraciones
El presidente de Incarlopsa dio lugar, con sus declaraciones, el 22 de febrero de 2018 a una nueva crisis en el sector cárnico, al asegurar que la cría de cerdos en las dehesas “es una guarrería”. Él mismo aseguró que la cría de cerdos en la dehesa “está muy bien vista pero es una guarrería”. Asegurando que los animales en el campo comen "lo que se pueda: una rata o un pájaro”. Con esta declaración, el empresario millonario, uno de los artífices de la fortuna levantada por la familia Loriente Piqueras, quería defender al cerdo de granja, pero terminó atacando a los ganaderos que crían cerdos en el campo, incluidos los ibéricos de bellota. Las declaraciones tuvieron consecuencias en su principal cliente, Mercadona, del que depende el 80% de su facturación anual, cuando un consumidor llamó al servicio de sugerencias de Mercadona para quejarse por las declaraciones del presidente de Incarlopsa. Posteriormente esta empresa anunció que haría un comunicado público para matizar las declaraciones de su presidente.